# Verkeersexamen
Een verkeersexamen is een proef die per fiets wordt afgelegd in het verkeer.
Deze test is bedoeld voor scholieren uit groep zeven of acht van de Nederlandse basisscholen. Groep 6 heeft nog geen verkeersexamen maar wel een verkeerscircuit. 
Er wordt dan een bepaald parcours uitgezet in de woonplaats, waar op bepaalde punten gecontroleerd wordt of de scholieren zich de regels hebben eigengemaakt en ook kunnen toepassen in de praktijk.
De doelstelling is dat kinderen zich goed kunnen redden in het verkeer. Kinderen die slagen voor het verkeersexamen krijgen een verkeersdiploma uitgereikt als bewijs dat ze zich kunnen handhaven in het verkeer.